# Championnat de Colombie de football 1967
Navigation
Saison précédente Saison suivante
La saison 1967 du Championnat de Colombie de football est la vingtième édition du championnat de première division professionnelle en Colombie. Les quatorze meilleures équipes du pays sont regroupées au sein d'une poule unique, où elles s'affrontent quatre fois, deux fois à domicile et deux fois à l'extérieur. À l'issue de la compétition, il n'y a ni promotion, ni relégation.
C'est le Deportivo Cali qui remporte la compétition, après avoir terminé en tête du classement final, avec huit points d'avance sur le CD Los Millonarios et douze sur l'América de Cali. C'est le deuxième titre de champion de l'histoire du club, en trois saisons.
Cette édition est la dernière à se dérouler sous ce format; à partir de la saison suivante, les tournois Ouverture et Clôture sont mis en place.

## Les clubs participants
| - Independiente Santa Fe - CD Los Millonarios - Deportes Tolima - Atlético Bucaramanga - Once Caldas - Independiente Medellin - Unión Magdalena | - Atlético Nacional - Deportivo Pereira - América de Cali - Cucuta Deportivo - Deportes Quindio - Deportivo Cali - Atlético Junior |

## Compétition
Le barème utilisé pour établir le classement est le suivant :
- Victoire : 2 points
- Match nul : 1 point
- Défaite : 0 point

### Classement
| Rang | Équipe                  | Pts | J  | G  | N  | P  | Bp  | Bc  | Diff |
| ---- | ----------------------- | --- | -- | -- | -- | -- | --- | --- | ---- |
| 1    | Deportivo Cali          | 73  | 52 | 29 | 15 | 8  | 89  | 48  | +41  |
| 2    | CD Los Millonarios      | 65  | 52 | 26 | 13 | 13 | 109 | 74  | +35  |
| 3    | América de Cali         | 61  | 52 | 20 | 21 | 11 | 85  | 69  | +16  |
| 4    | Deportivo Pereira       | 60  | 52 | 19 | 22 | 11 | 88  | 73  | +15  |
| 5    | Atlético Junior         | 59  | 52 | 24 | 11 | 17 | 80  | 64  | +16  |
| 6    | Independiente Santa FeT | 53  | 52 | 19 | 15 | 18 | 87  | 79  | +8   |
| 7    | Deportes Quindío        | 50  | 52 | 16 | 18 | 18 | 79  | 82  | -3   |
| 8    | Cúcuta Deportivo        | 49  | 52 | 16 | 17 | 19 | 68  | 77  | -9   |
| 9    | Independiente Medellín  | 49  | 52 | 16 | 17 | 19 | 71  | 83  | -12  |
| 10   | Unión Magdalena         | 47  | 52 | 15 | 17 | 20 | 94  | 96  | -2   |
| 11   | Atlético Nacional       | 47  | 52 | 14 | 19 | 19 | 75  | 81  | -6   |
| 12   | Atlético Bucaramanga    | 45  | 52 | 14 | 17 | 21 | 57  | 77  | -20  |
| 13   | Once Caldas             | 39  | 52 | 13 | 13 | 26 | 77  | 92  | -15  |
| 14   | Deportes Tolima         | 31  | 52 | 7  | 17 | 28 | 46  | 110 | -64  |

|  | Qualification pour la Copa Libertadores 1968 |
|  | T: Tenant du titre                           |

## Bilan de la saison
| Championnat de Colombie de football 1967 |                           |
| Champion                                 | Deportivo Cali (2e titre) |
| Qualifications continentales             |                           |
| Copa Libertadores 1968                   | Deportivo Cali            |
| Copa Libertadores 1968                   | CD Los Millonarios        |
| Promotions et relégations                |                           |
| Promus en Primera A                      | Aucun                     |
| Relégués en Primera B                    | Aucun                     |